# Міжнародний єврейський спортивний зал Слави
Міжнародний єврейський спортивний зал Слави був відкритий 7 липня 1981 року в місті Нетанія (Ізраїль).
Зал розташований на території Вінгейтського університету фізичної культури і спорту. Понад 300 спортсменів і пов'язаних зі спортом персон, які представляють 25 країн, є членами цієї спільноти.
Нові члени приймаються в Зал Слави щороку. До 1 грудня визначається список кандидатів, протягом наступного року проводиться голосування на вступ до спільноти. Кандидатом на вступ в Зал може стати єврейський атлет будь-якої країни, що досягли великих результатів у спорті.
Міжнародний єврейський спортивний зал Слави був створений телевізійним продюсером і письменником Джозефом М. Сігменом, що живе в Беверлі-Хіллз (Каліфорнія). Він очолював Зал з 1981 по 1989 рік, а пізніше був головою його Виборчого комітету.
Міжнародний єврейський спортивний зал Слави розділений на Національний єврейський зал Слави і Американський зал слави, який приймає в члени тільки американців єврейського походження.

## Премія за досягнення
Премією за досягнення нагороджуються єврейські спортсмени і спортсменки, а також приватні особи, які своїми досягненнями і внеском у справу розвитку спорту надають підтримку міжнародному співтовариству.

## Премія за гуманітарну діяльність
У 1992 році Міжнародний єврейський спортивний зал слави заснував «Премію за гуманітарну діяльність», якою щорічно нагороджуються ті, хто своїм внеском в розвиток спорту надають підтримку в широких аспектах єврейського життя, а також безпосередньо державі Ізраїль, спортивним товариствам і суспільству в цілому.